# Die Entdeckung der Unendlichkeit
Die Entdeckung der Unendlichkeit (Originaltitel: The Theory of Everything) ist ein britischer Kinofilm von Regisseur James Marsh aus dem Jahr 2014. In den Hauptrollen zu sehen sind Eddie Redmayne und Felicity Jones. Das Drama basiert auf dem Leben des theoretischen Physikers Stephen Hawking und zeigt dessen außergewöhnliche Karriere und Liebesbeziehung zu seiner Ehefrau Jane Hawking. Ihre Memoiren Die Liebe hat elf Dimensionen: Mein Leben mit Stephen Hawking bilden die Grundlage für den Film.

## Handlung
Stephen Hawking studiert an der Universität Cambridge Physik. Es fällt seine Begabung auf, mit der er ohne viel zeitlichen Aufwand schwierige Aufgabenstellungen zu lösen imstande ist. Er verliebt sich bei einer Party in Jane, die Sprachen studiert. Er stellt sich ihr als „Kosmologe“ vor, der die eine umfassende Formel für die Erklärung der Unendlichkeit des Weltalls sucht. Bei einem Maienball kommen sie sich näher. Obwohl Hawking nicht an Gott glaubt, Jane dagegen gläubige Christin ist, werden sie ein Paar. Nachdem er schon einige Male körperliche Einschränkungen bei sich bemerkt hat, wird bei Hawking nach einem Sturz eine Motoneuron-Erkrankung festgestellt und ihm eine Lebenserwartung von zwei Jahren prognostiziert. Obwohl er daraufhin depressiv wird und Freunden und Jane gegenüber ablehnendes Verhalten an den Tag legt, hält Jane zu ihm. Sie heiraten und bekommen Kinder. Gefördert von seinem Professor stellt er Theorien zu Schwarzen Löchern und Singularitäten auf, mit denen er promoviert. Körperlich verfällt er zunehmend; bald kann er nur noch undeutlich reden und benötigt einen Rollstuhl.
Auf Anraten ihrer Mutter tritt Jane in einen Kirchenchor ein. Schon beim ersten Gespräch mit dem Chorleiter Jonathan wird gegenseitige Zuneigung erkennbar. Jonathan, der seit einem Jahr Witwer ist, besucht Hawkings Familie und bietet seine Hilfe an. Er wird quasi Teil der Familie, selbst bei der Urlaubsreise ist er mit dabei. Obwohl sein Vater ihn dazu drängt, lehnt Hawking eine professionelle Pflegekraft für sich ab. Nachdem Jane ihr drittes Kind auf die Welt gebracht hat, vermutet ihre Schwiegermutter Jonathan als Vater, was sie aber brüsk zurückweist.
Während Stephen einer Einladung zu einem Wagner-Konzert nach Bordeaux folgt, geht Jane auf seinen Vorschlag hin mit Jonathan und den Kindern zelten, wo eine Intimität mit Jonathan angedeutet wird. Hawking erleidet bei dem Konzert einen Kollaps und wird in eine Klinik gebracht. Eine Lungenentzündung wird festgestellt, und er fällt ins Koma. Der Arzt bietet Jane an, auf lebensverlängernde Maßnahmen zu verzichten. Diese lässt Stephen aber nach Cambridge verlegen, wo ein Luftröhrenschnitt vorgenommen wird, der ihm das Sprechen zukünftig unmöglich macht. Jonathan hat sich aufgrund der persönlichen Entwicklung zwischen ihm und Jane mittlerweile von der Familie zurückgezogen. Für Stephen wird Elaine Mason engagiert, die mit ihm die Kommunikation mittels einer Verständigungstafel, später mit einem Sprachcomputer trainiert. Er versteht sich sofort sehr gut mit ihr, sie ist von seiner Intelligenz und seinem Humor begeistert. Stephen schreibt nun mittels des Computers sein Buch Eine kurze Geschichte der Zeit. Hier kommt er davon ab, dass es keinen Gott gibt, was Jane beim Lesen des Manuskripts erfreut registriert. Gleichzeitig teilt er ihr aber auch mit, dass ihn Elaine zu einem Vortrag in die USA begleiten wird. Dort wird der mittlerweile zu Weltruhm gelangte Hawking enthusiastisch gefeiert. Nachdem Stephen und Jane sich getrennt haben, sucht sie Jonathan wieder auf, mit dem sie dann zusammenlebt. Jane begleitet Stephen dennoch zu einer Ehrung bei der Königin. Im Anschluss betrachten sie im Park stolz ihre drei Kinder.

## Kritik
Der Film erhielt überwiegend positive Kritiken. Bei Rotten Tomatoes sind 81 % der Kritiken positiv bei insgesamt 154 Kritiken. Die durchschnittliche Bewertung beträgt 7,4/10. Im Fazit heißt es: „Halb Filmbiografie, halb Liebesgeschichte gewinnt Die Entdeckung der Unendlichkeit vor allem durch James Marshs glänzende Regie und die Qualität seiner beiden Hauptdarsteller.“ (englisch: „Part biopic, part love story, The Theory of Everything rises on James Marsh’s polished direction and the strength of its two leads.“) Das Branchenblatt Variety beschrieb den Film als „ergreifende und bittersüße Liebesgeschichte mit geschmackvollem, gutem Humor“. (englisch: „stirring and bittersweet love story, inflected with tasteful good humor“) Der film-dienst urteilte, der Film sei „berührend, ohne sentimental Hawkings sich verschlechternden Gesundheitszustand auszubeuten“. Die „ansonsten eher klassische Erzählhaltung“ werde durch den Versuch, „die eingeschränkte Artikulationsfähigkeit des Erkrankten durch eine spannende Inszenierung seines beweglichen Innenlebens auszugleichen“, durchbrochen.
Anke Sterneborg von epd Film urteilte, dass Marsh „in Eddie Redmayne einen ganz erstaunlichen jungen Schauspieler gefunden“ habe. Allerdings konzentriere er sich „so sehr auf die Gebrechlichkeit des Körpers, dass er keine Bilder für die Verführungskraft eines brillanten Verstandes“ finde. Größtes Manko sei, „dass er die Amour fou nicht wirklich vermitteln“ könne, „dass es zwischen Felicity Jones und Eddie Redmayne keine Funken“ gebe, „die plausibel“ machten, „was eine energische, charmante, sprühende junge Frau dazu“ bewege, „sich auf einen so gehemmten, versehrten Mann einzulassen“. Jane Hawking selbst kritisierte die zu eingeschränkte Darstellung ihres Zusammenlebens – insbesondere, dass die ausgedehnten Reisen des Paares samt der großen logistischen Probleme sowie ihre eigenen Sozialkontakte im Film völlig ignoriert würden.

## Auszeichnungen und Nominierungen
Golden Globe Award
- Auszeichnung in der Kategorie Bester Hauptdarsteller – Drama für Eddie Redmayne
- Auszeichnung in der Kategorie Beste Filmmusik für Jóhann Jóhannsson
- Nominierung in der Kategorie Bester Film – Drama
- Nominierung in der Kategorie Beste Hauptdarstellerin – Drama für Felicity Jones

Screen Actors Guild Award
- Auszeichnung in der Kategorie Bester Hauptdarsteller für Eddie Redmayne
- Nominierung in der Kategorie Beste Hauptdarstellerin für Felicity Jones
- Nominierung in der Kategorie Bestes Schauspielensemble

Deutsche Film- und Medienbewertung (FBW)
- Prädikat „besonders wertvoll“[8]

Oscars
- Nominierung in der Kategorie Bester Film
- Auszeichnung in der Kategorie Bester Hauptdarsteller für Eddie Redmayne
- Nominierung in der Kategorie Beste Hauptdarstellerin für Felicity Jones
- Nominierung in der Kategorie Bestes adaptiertes Drehbuch für Anthony McCarten
- Nominierung in der Kategorie Beste Filmmusik für Jóhann Jóhannsson